# انتخابات الرئاسة المدغشقرية 1992–1993
انتخابات الرئاسة المدغشقرية 1992–1993 هي الانتخابات الرئاسية التي جرت في 1993، في مدغشقر، لانتخاب رئيس مدغشقر، فاز بالانتخابات ألبرت زافي.